# Dichagyris taftana
Dichagyris taftana là một loài bướm đêm trong họ Noctuidae.